# Kepler-16 b
Kepler-16 (AB) b, ou Kepler-16 b de façon usuelle, est une planète extrasolaire (exoplanète) circumbinaire confirmée en orbite dans la zone habitable du système stellaire Kepler-16 (AB), une étoile binaire à éclipses de type Algol située à une distance de ∼ 245 a.l. (∼ 75,1 pc) du Soleil dans la constellation du Cygne.
Elle est découverte à l'aide de données fournies par le télescope spatial Kepler.
Il s'agit d'une exoplanète ressemblant à Saturne par sa taille (trois quarts de rayon jovien) et par sa masse (un tiers de masse jovienne), vraisemblablement constituée pour moitié de gaz et pour moitié de glaces mêlées de roches, avec une température d'équilibre de −100 à −70 °C.
Sa découverte constitue la première confirmation directe par transit de l'existence de planètes circumbinaires.

## Caractéristiques du système
La méthode des transits a permis de calculer avec une rare précision les paramètres des différents corps qui composent le système de Kepler-16. Ainsi, Kepler-16 A est une naine orange de type spectral K d'environ 0,690 masse solaire et 0,649 Rayon solaire, tandis que Kepler-16 B est une naine rouge de type spectral M d'environ 0,203 masse solaire et 0,226 rayon solaire. Ces deux étoiles orbitent l'une autour de l'autre en 41 jours avec un demi-grand axe d'environ 0,224 UA, tandis que l'exoplanète Kepler-16 b orbite autour du barycentre des deux étoiles A et B en 228,8 jours avec un demi-grand axe d'environ 0,705 UA. On a pu également déterminer que Kepler-16 b cesserait de transiter devant Kepler-16 B en 2014, et devant Kepler-16 A en 2018, avant de recommencer à transiter devant ces étoiles autour de 2042.

## Nom
Kepler-16 b est surnommée « Tatooine » en référence à la planète fictive de Luke Skywalker dans la saga Star Wars, qui possède également deux étoiles.

Vue d'artiste du système Kepler-16
Kepler-16A en jaune (Naine orange), Kepler-16B en orange (Naine rouge) et Kepler-16 (AB) b en violet (planète)

## Habitabilité
La zone habitable du système Kepler-16 s'étend d'approximativement 55 à 106 millions de kilomètres des deux étoiles. Kepler-16 b, avec une orbite d'environ 104 millions de kilomètres, réside dans la bordure externe de cette zone habitable.
Bien que les chances de trouver de la vie sur la géante gazeuse elle-même soient infimes, des simulations menées par des chercheurs de l'Université du Texas suggèrent qu'à un moment donné dans l'histoire du système, des perturbations par d'autres corps pourraient avoir causé la migration d'une planète tellurique depuis le centre de la zone habitable, la faisant quitter son orbite et permettant à Kepler-16 b de la capturer en tant que lune.
De plus, les chercheurs à l'origine de cette hypothèse ont également envisagé la possibilité d'une autre planète habitable plus éloignée, orbitant à environ 140 millions de kilomètres des deux étoiles, dans une zone habitable « étendue ». Cette seconde planète hypothétique pourrait retenir l'énergie thermique nécessaire au maintien de l'eau à l'état liquide, par le biais d'un épais mélange de gaz à effet de serre comprenant du dioxyde de carbone et du méthane.